# AS-203
L'AS-2003 (o SA-203), també anomenat Apollo 2, fou un vol no tripulat llençat per la NASA el 5 de juliol del 1966 i mitjançant el vector Saturn IB.

## Objectius
L'objectiu principal del vol AS-203 era investigar els efectes de la ingravidesa en el combustible del tanc S-IVB (segona etapa) i la UI (unitat d'instruments) del Saturn V. La raó d'això era que el tanc S-IVB seria usat més tard com la tercera etapa del Saturn V i propulsaria als astronautes de l'Apollo de l'òrbita de la Terra a una trajectòria amb direcció a la Lluna. L'equip d'enginyers volia comprovar com es comportaria el dipòsit d'hidrogen líquid en el tanc (romandre en el seu lloc o moure's violentament). El tanc va ser equipat amb 83 sensors i dues càmeres de televisió per gravar l'interior del tanc.

## Preparació
La primavera de l'any 1966 es va prendre la decisió de llançar l'AS-203 abans que l'AS-202, ja que el CSM que havia de volar en l'AS-202 s'havia endarrerit. L'etapa S-IVB va arribar al Cap al 6 d'abril del 1966, la primera etapa S-IB va arribar sis dies més tard, i la Unitat d'Instruments dos dies després.
El 19 d'abril, els tècnics van començar a alçar el coet en el complex de llançament 37B. Un seguit de proves d'assaigs van detectar problemes que ja abans havien aparegut a l'AS-201, incloent-hi esquerdes en les juntes de soldadura de les plaques de circuit imprès, fet que en requeria la substitució d'unes 8.000.
El juny del 1966, es podien observar tres coets Saturn preparats a diferents complexos: l'AS-203 en el 37B, l'AS-202 en el 34 i una maqueta de dimensions reals del Saturn V en el 39A.

## Vol

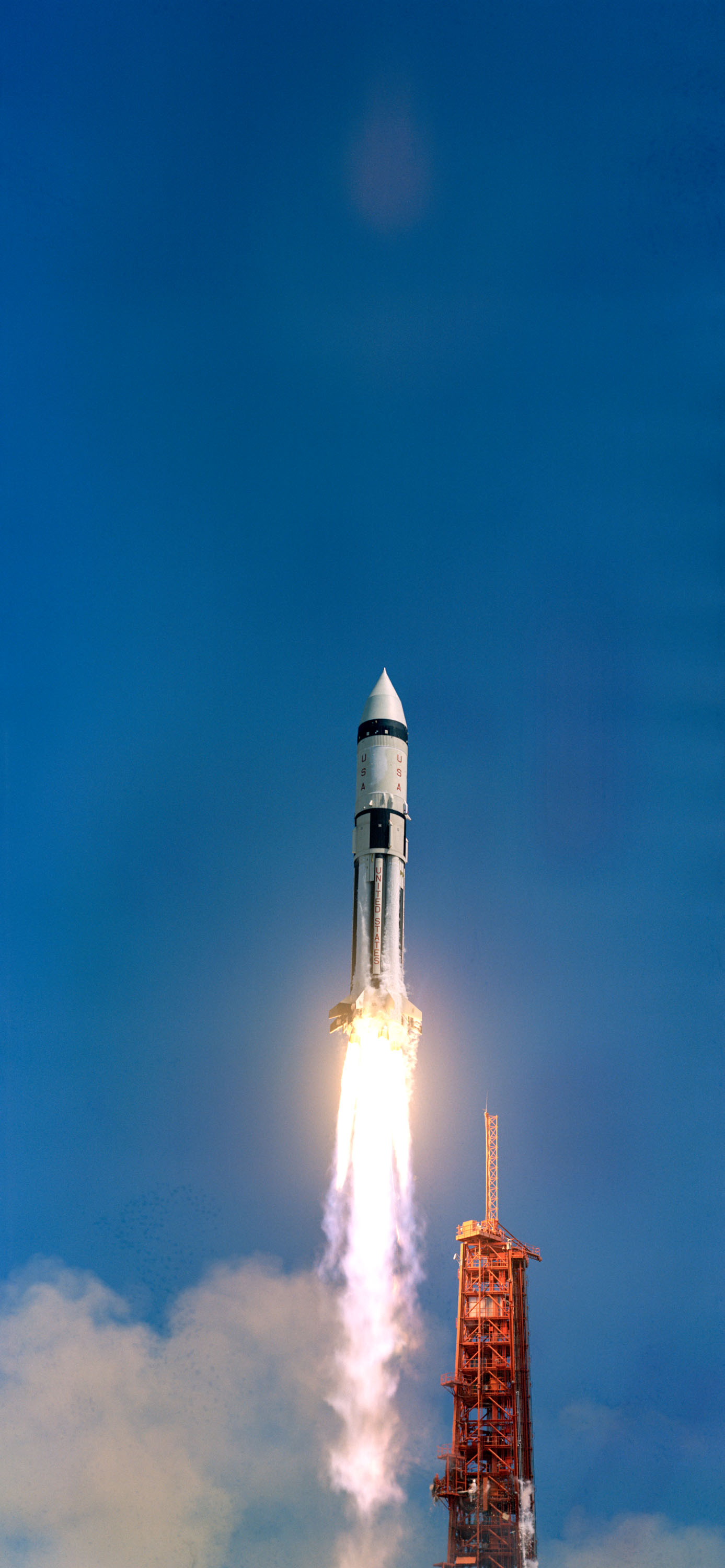
Enlairament de l'AS-203

El coet va ser llançat per primer cop el 5 de juliol. El S-IVB i la Unitat d'Instruments van ser col·locats en una òrbita circular de 188 km. Es va descobrir que l'etapa podia reinciar-se i que el combustible es comportava tal com s'havia predit. Va ser observat durant quatre òrbites i a continuació l'etapa va ser pressuritzada per veure quanta tensió podria suportar. Al final les tensions van sobrepassar les capacitats estructurals de l'etapa i es va fragmentar.
Tot i la destrucció de l'etapa, la missió va ser classificada com un èxit, havent assolit tots els objectius d'aquesta. Al setembre, la Douglas Aircraft Company, qui havia construït el S-IVB, va declarar que l'etapa es trobava operacional i preparada per enviar persones a la Lluna.